# آیاک
آیاک (به مجاری:  Ajak) یک سکونتگاه مسکونی در مجارستان است که در سابولچ-ساتمار-برگ واقع شده‌است.